# لوراسیا
لوراسیا، لورازیا یا لارازیا در جغرافیای دیرینه،شمالی‌ترین قاره از دو ابرقارهٔ لوراسیا و گندوانا بود که همراه با قارهٔ گندوانا در جنوب خود، بخشی از ابرقارهٔ پانگه‌آ را از تقریباً ۵۱۰ تا ۲۰۰ میلیون سال پیش تشکیل می‌داد. این قاره در اواخر دورهٔ تریاسه در حدود ۲۰۰ تا ۱۸۰ میلیون سال پیش و در طی تقسیم ابرقارهٔ پانگه‌آ از گندوانا جدا شد و به‌دنبال این جدایش، میزان بیشتری به سمت شمال حرکت کرد
لوراسیا از ترکیب دو نام لورنتیا که به کراتون آمریکای شمالی گفته می‌شود و اوراسیا درست شده‌است. زمین‌شناسان چنین اظهار داشته‌اند که لوراسیا بیشتر سرزمین‌هایی را که امروزه قاره‌های نیمکره شمالی را تشکیل می‌دهند، در بر می‌گرفت. مهمترین این سرزمین‌ها شامل لورنتیا (یا هستهٔ قارهٔ آمریکای شمالی)، بالتیکا، سیبریا، قزاقستانیا و کراتون‌های چین شمالی و چین شرقی بود.

## خاستگاه
گرچه لوراسیا را به‌عنوان پدیده‌ای میانه‌زیستی می‌شناسند اما باور امروزی بر آن است که همان قاره‌هایی که بعدتر لوراسیا را شکل دادند، خود به‌عنوان ابرقاره‌ای منسجم پس از تقسیم رودینیا در حدود ۱ میلیارد سال پیش نیز وجود داشتند. به‌همین دلیل برای تمیز این قاره از قارهٔ لوراسیا، آن را پروتو-لوراسیا نامیده‌اند. همچنین اعتقاد بر این است که لوراسیا تا پیش از اتصال دوباره‌اش به قاره‌های جنوبی و بعدتر تشکیل ابرقارهٔ پانوتیا در دورهٔ پرکامبرین و حیات پانوتیا تا اوایل کامبرین، هنوز دچار تقسیم دوباره نشده بود. لوراسیا نخست تلفیق شد و سپس بر اثر فعالیت‌های تکتونیک صفحه‌ای، رانش قاره‌ای و گسترش بستر دریا تقسیم گردید.

## گسیختگی و شکل‌گیری دوباره
در دورهٔ کامبرین، بخش عظیمی از لوراسیا در عرض استوایی قرار داشت و هنگامی که شروع به تقسیم شدن نمود، چین شمالی و سیبری به عرض‌هایی شمالی‌تر از آنچه که توسط قاره در طول ۵۰۰ میلیون سال گذشته اشغال شده بود، کشیده شدند. چین شمالی تا رسیدن به دورهٔ دوونین در نزدیکی مدار قطب شمال قرار گرفته بود و در عصر یخبندان کربونیفری در فاصلهٔ ۳۰۰ تا ۲۸۰ میلیون سال پیش، به‌عنوان شمالی‌ترین سرزمین جهان باقی‌ماند. در عین حال مدرکی دال بر یخبندان گستردهٔ کربونیفری در قاره‌های شمالی در دست نیست. در این دورهٔ سرما، لورنتیا و بالتیکا باردیگر به‌یکدیگر متصل شدند و رشته‌کوه آپالیشین شکل گرفت. همچنین توده‌های وسیع زغال‌سنگ ایجاد شد که این ذخایر، تکیه‌گاه اصلی اقتصادهای مناطقی همچون ویرجینیای غربی و بخش‌هایی از پادشاهی متحده و آلمان بوده است.
از سوی دیگر قارهٔ سیبریا به‌سمت جنوب حرکت کرد و به قزاقستانیا، قاره‌ای کوچک که امروزه گمان می‌رود بر اثر آتشفشانی‌های گسترده‌ای در دورهٔ سیلورین ایجاد شده‌باشد پیوست. هنگامی که این دو قاره به‌یکدیگر متصل شدند، لوراسیا تقریباً دوباره شکل گرفت و با آغاز دورهٔ تریاس، کراتون چین شرقی نیز به لوراسیای در حال تغییر پیوست. لوراسیا سپس با گوندوانا برخورد کرد و پانگه‌آ شکل گرفت. چین شمالی آخرین قاره‌ای بود که با حرکت از عرض‌های تقریباً نزدیک به قطب شمال به‌سوی جنوب به پانگه‌آ پیوست.

## تقسیم نهایی
پانگه‌آ در حدود ۲۰۰ میلیون سال پیش شروع به تقسیم شدن کرد. در شرق آمریکای شمالی و در شمال غربی آفریقا اقیانوس جدیدی (اقیانوس اطلس) با وجودی‌که گرینلند (متصل به آمریکای شمالی) و اروپا هنوز به‌یکدیگر پیوسته بودند شکل گرفت.
جدایی اروپا از گرینلند در حدود ۵۵ میلیون سال پیش در پایان دورهٔ پالئوسن روی داد و در نهایت لوراسیا به قاره‌هایی تقسیم شد که نامشان برگرفته از آن است: لورنتیا (آمریکای شمالی امروزی) و اوراسیا (به‌استثنای هند).